# 아사히다촌
아사히다촌(旭田村)은 후쿠시마현 미나미아이즈군에 일찍이 존재했던 촌이다. 1955년 4월 1일 아사히다촌 및 나라하라정, 에가와촌 등 3개 정·촌이 합병하여 시모고정이 신설되고 폐지되었다.

## 지리
- 시모고정의 남부가 아사히다촌 촌역이 있던 곳이다.

## 역사
- 1889년 4월 1일 - 정촌제 시행에 의해 사와다촌, 이쿠타촌, 나카즈마촌, 오마쓰카와촌, 아이카와촌, 노기와신덴촌, 오토가네촌, 나구라사와촌, 시오노촌, 오치아이촌이 합병해 미나미아이즈군 아사히다촌이 성립하였다.
- 1955년 4월 1일 - 아사히다촌 및 나라하라정, 에가와촌과 합병해 시모고정이 신설, 동일 아사히다촌은 폐지되었다.

## 인구
- 1889년 2,752
- 1907년 3,136
- 1920년 3,636
- 1947년 5,190

## 교통

### 철도
- 일본국유철도(→동일본여객철도→아이즈 철도)
  - 아이즈선

## 참고 문헌
- 角川日本地名大辞典編纂委員会『角川日本地名大辞典 7 福島県』、角川書店、1981年 ISBN 4-04-001070-1
- 日本加除出版株式会社編集部『全国市町村名変遷総覧』、日本加除出版、2006年、ISBN 4-8178-1318-0